# Koliszczyzna

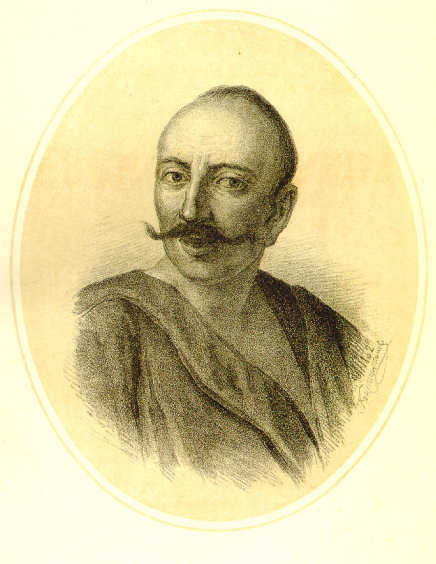
Iwan Gonta

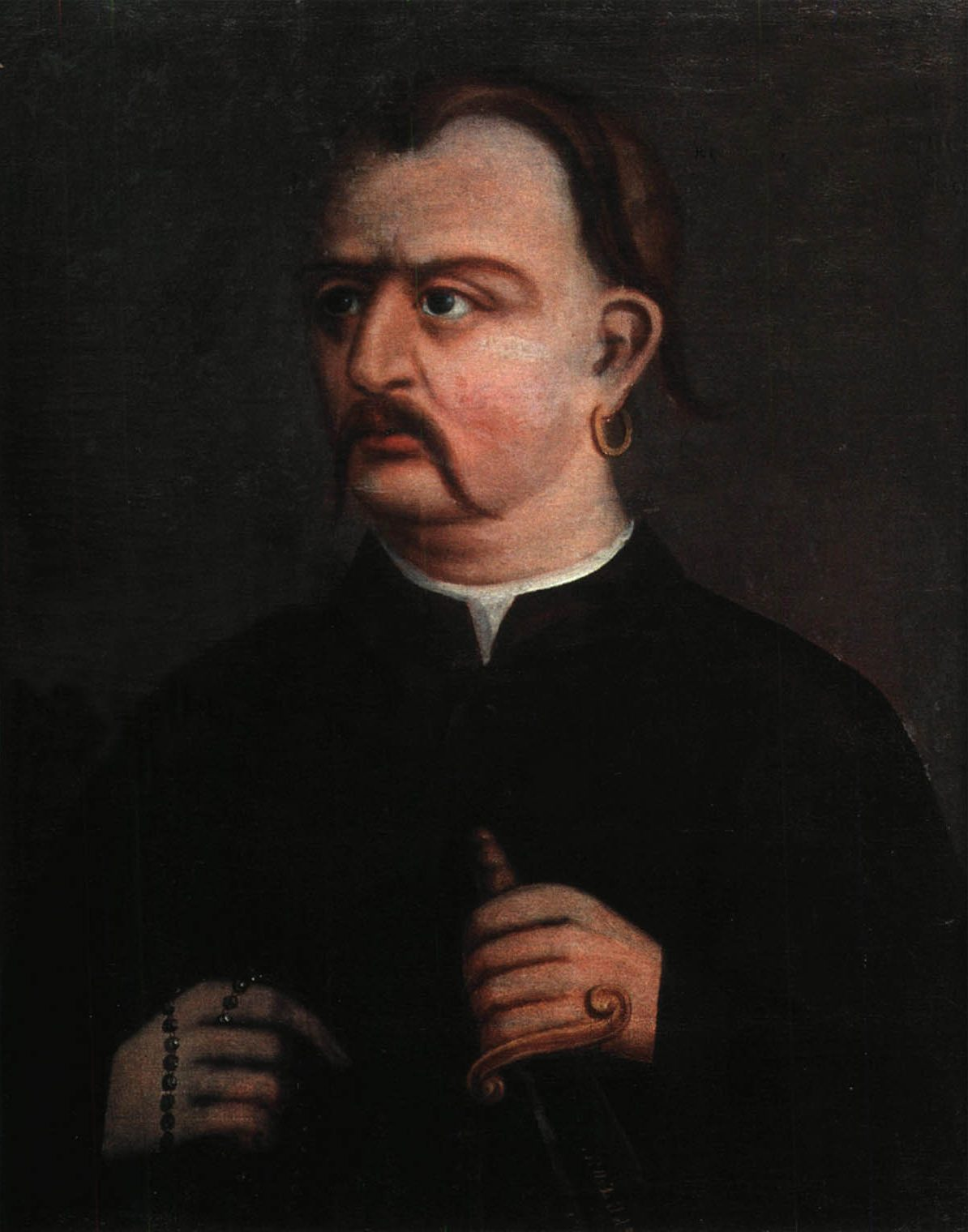
Maksym Żeleźniak

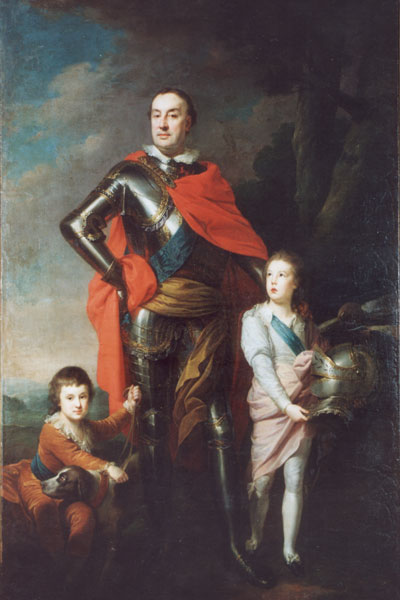
Ksawery Branicki

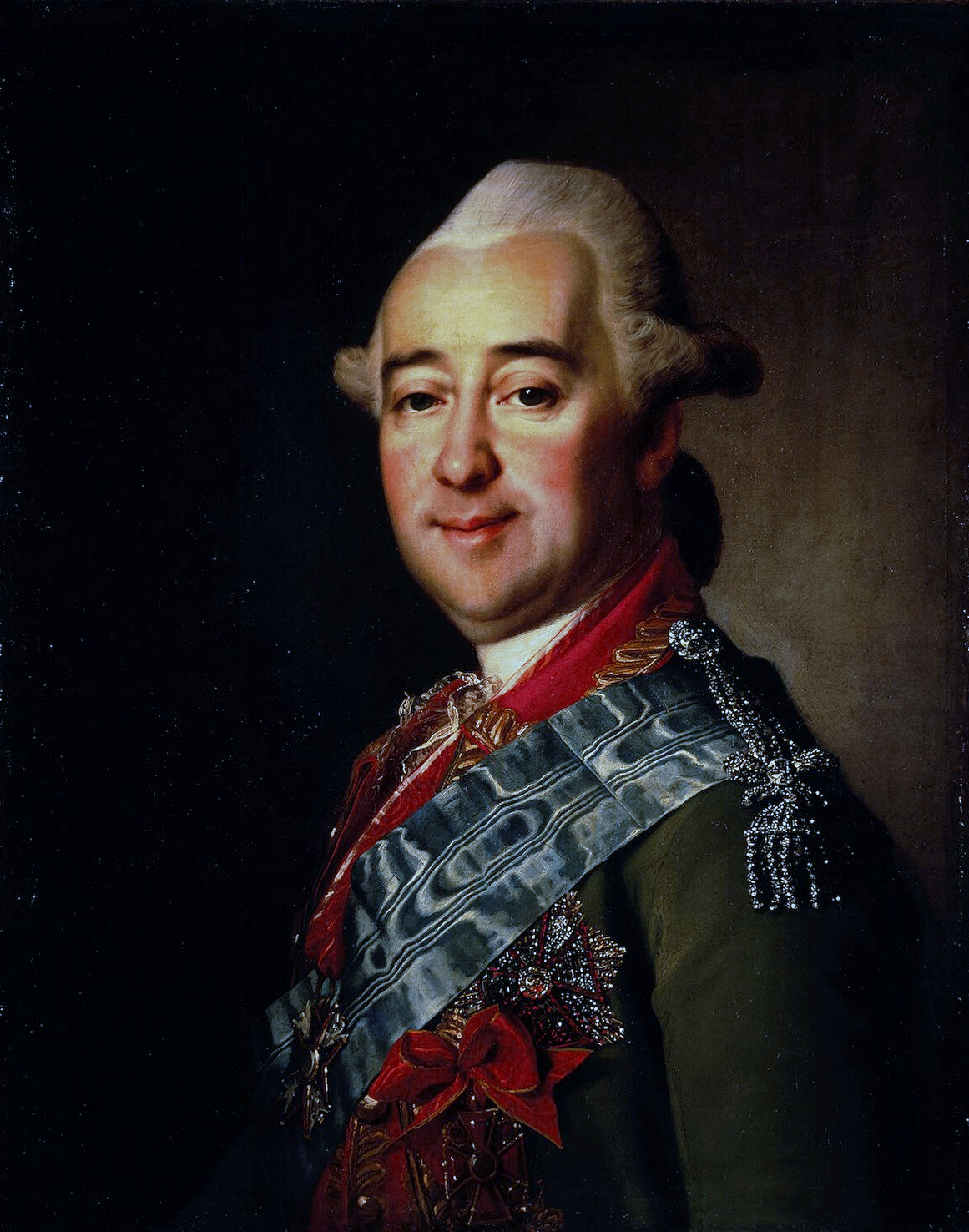
Michaił Kreczetnikow

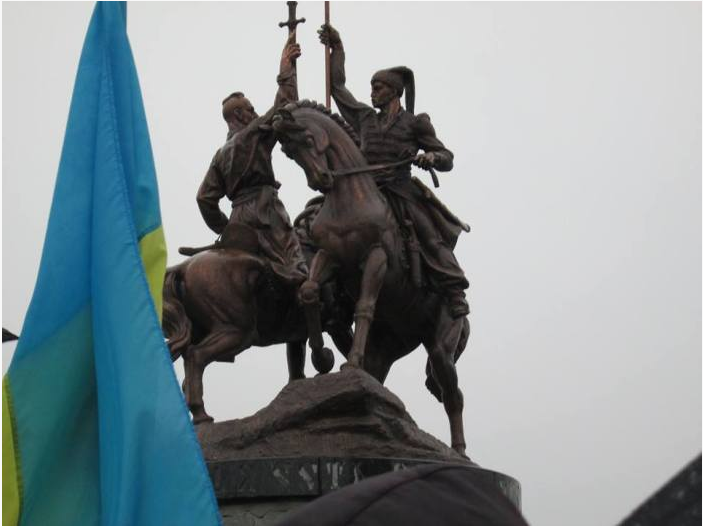
Wzniesiony w 2015 roku pomnik Iwana Gonty i Maksyma Żeleźniaka w Humaniu

Koliszczyzna lub koliwszczyzna (ukr. Коліївщина) – powstanie chłopskie pod przywództwem Maksyma Żeleźniaka i Iwana Gonty skierowane głównie przeciw szlachcie polskiej oraz ludności żydowskiej i duchowieństwu. Trwało od czerwca do lipca 1768 na Ukrainie Prawobrzeżnej i przejawiało się masowymi morderstwami Polaków, Żydów i duchowieństwa rzymskokatolickiego i unickiego, z których to pogromów największe rozmiary osiągnęła rzeź humańska. Powstanie stłumione zostało przez wojska rosyjskie i polskie. Liczbę ofiar koliszczyzny szacuje się od 100 000 do 200 000 zamordowanych.

## Definicja w historiografii
Przez Władysława Konopczyńskiego koliszczyzna określana była jako rewolucja chłopska. Współcześnie Józef Gierowski określił ją jako wojnę chłopską, lub powstanie chłopskie, Władysław Serczyk jako powstanie, a Karol Grünberg i Bolesław Sprengel jako bunt, który przybrał skalę powstania zbrojnego.

## Etymologia
Literatura przedmiotu przedstawia różną etymologię nazwy koliszczyzna:
- od okrzyku: „Koli! Koli!” (pol. „kłuj”), który miał być słyszany podczas mordów;
- od słowa „koł” (ukr. kił) – broni, którą jako jedyną mieli posługiwać się uczestniczący w koliszczyźnie ruscy chłopi[5];
- od słów „kolej”, „kolejno”, „po kolei”, które stanowią źródłosłów wyrażenia „służba kolejna”, tj. milicja kozacka w służbie magnackiej[6];
- od słowa kolij, które na Naddnieprzu oznaczało rzeźników wyspecjalizowanych w zabijaniu świń[7][8].

## Geneza, preludium
Wypadki koliszczyzny po raz pierwszy systematycznie badała w roku 1790 specjalna komisja śledcza, powołana przez Sejm Czteroletni. We wnioskach stwierdziła, opierając się na zeznaniach żyjących jeszcze świadków i poszlakach, że bunt Żeleźniaka i Gonty wynikł z poduszczenia rządu rosyjskiego. Deputacja zastrzegła, iż nie znalazła „żadnych dowodów w pismach” i że ostateczne wyjaśnienie należy w tej kwestii pozostawić historii. Tadeusz Korzon twierdził (1897), że komisja sądowa, wskazując na Rosję jako bezpośredniego winnego rebelii, zbyt poważnie potraktowała poszlaki w tej sprawie, m.in. podania ówczesnych świadków, którzy mieli widzieć przebranych oficerów rosyjskich między hajdamakami i wskazywać na Rosjan mieszkających w dostatku za granicą dzięki szybkiemu wzbogaceniu się w trakcie rzezi. Jego zdaniem posłowie mieli ten fakt wywodzić także z obserwacji działań władz rosyjskich, które nie karały wydanych im uczestników rebelii.
Za jedną z głównych przyczyn rzezi na Ukrainie Prawobrzeżnej, podnoszonych w historiografii, uznawana jest inspiracja i prowokacja Imperium Rosyjskiego. Twierdził tak już współczesny wydarzeniom Claude Carloman de Rulhière, autor dzieła Historia anarchii w Polsce, ówcześnie sekretarz poselstwa francuskiego w Petersburgu, i m.in. Józef Szujski i Władysław Konopczyński, a współcześnie m.in. Karol Grünberg i Bolesław Sprengel w monografii Trudne sąsiedztwo (2005) i Antoni Mironowicz, historyk prawosławia w Polsce (2008).
Władysław Konopczyński uważał (1911, 1936), że po ogłoszeniu w marcu 1768 aktu konfederacji barskiej Rosja, wykorzystując antypolskie nastawienie pańszczyźnianego chłopstwa ruskiego na Ukrainie, poddanego szlachcie i magnaterii, posłużyła się tym chłopstwem jako narzędziem przeciw konfederacji i jej zwolennikom, a Katarzyna II już w roku 1763 groziła ministrom Rzeczypospolitej hajdamakami. Konopczyński stwierdził, że Rosjanie byli oburzeni na barzan za ich próbę podburzenia sołdatów-Słowian, że wśród pojmanych przez ekspedycje karne było aż 87 Zaporożców i że sami generałowie rosyjscy nie wiedzieli, co sądzić o autentyczności Złotej Hramoty. Wszystko to czyni bardzo wiarygodnym przypuszczenie, że wprawdzie Zaliźniaka przysłał z Hramotą Melchizedek Jaworski, ale Melchizedeka pouczyły lub ośmieliły czynniki wojskowe, zależne organizacyjnie od Kolegium Wojny, tj. od Zachara Czernyszewa. Tadeusz Korzon (1897) i Władysław Serczyk (1968) uznawali bezpośrednią inspirację Petersburga za niepotwierdzoną. Tezę o rosyjskiej inspiracji popiera natomiast Antoni Mironowicz.
Za inne źródło koliszczyzny wskazywano działalność Cerkwi prawosławnej, która podsycała nienawiść do szlachty polskiej i Żydów u ludności prawosławnej zamieszkującej Naddnieprze. W literaturze zaznacza się osobiste zabiegi w tej sprawie archimandryty Melchizedeka (Znaczko-Jaworskiego), który wzywał chłopów ruskich do zbrojnej walki i utrzymywał kontakty z Kozakami, a zdaniem Tadeusza Korzona i Franciszka Rawity-Gawrońskiego miał działać na własną rękę, bez inspiracji administracji rosyjskiej. Mironowicz wskazuje, iż ihumen Melchizedek, jak również prawosławny biskup białoruski Jerzy posługiwali się w swojej działalności agitacyjnej hasłem obrony prawosławia przeciwko konfederatom barskim, którzy z kolei domagali się ograniczenia praw dysydentów w imię obrony katolicyzmu. Inni autorzy twierdzą, iż działalność Cerkwi prawosławnej w Polsce ukierunkowana była m.in. na doprowadzenie do likwidacji unii brzeskiej i tym samym odzyskanie przez prawosławnych tego statusu na wschodnich ziemiach Rzeczypospolitej, jaki mieli przed unią brzeską z 1596. Mironowicz pisze natomiast, że Cerkiew nie dążyła już do likwidacji unii, a jedynie do zabezpieczenia własnego swobodnego funkcjonowania, konfederację barską zaś odebrała jako zagrożenie.
Paul Robert Magocsi widział przyczynę poparcia chłopstwa ruskiego dla buntu także w jego złej sytuacji ekonomicznej i społecznej.

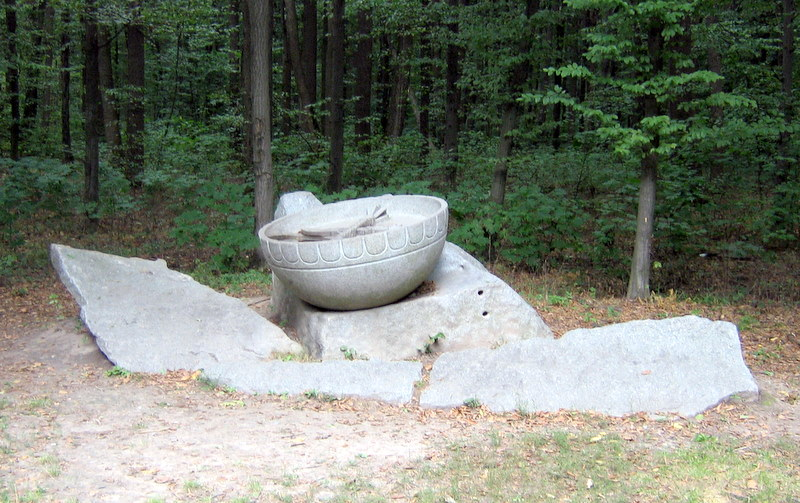
Rzeźba-bęben na miejscu spotkań uczestników koliszczyzny w Chłodnym Jarze

Bezpośrednim inicjatorem buntu był Maksym Żeleźniak – poddany rosyjski, Kozak zaporoski, który wzywał do antypolskich wystąpień, powołując się przy tym na fikcyjny ukaz Katarzyny II, tzw. Złotą Hramotę, w którym caryca miała nakazywać wypędzanie z Ukrainy prawobrzeżnej polskiej szlachty, Żydów oraz kapłanów unickich. Żeleźniak sformował swój pierwszy większy oddział w Chłodnym Jarze w pobliżu Monasteru Motronińskiego, którego przełożonym był Melchizedek (Znaczko-Jaworski). Wkrótce zaczęli dołączać do niego inni przybywający z Siczy Kozacy zaporoscy, a następnie (głównie już po wyruszeniu z obozu) licznie miejscowi chłopi ruscy.

## Przebieg wydarzeń
Oddział, po uprzednim odprawieniu nabożeństwa połączonego z poświęceniem broni (Wołodymyr Łytwyn przedstawia to jako upraszającą o powodzenie w walce modlitwę, która w tradycji ludowej została przetworzona w tego rodzaju ceremonię), wyruszył z Monasteru Motronińskiego w ostatnich dniach maja 1768 roku, kierując się na Żabotyn. Po drodze wzmacniały go kolejne grupy zbuntowanych chłopów. Miasteczko zostało zdobyte niemal bez walki. Zamordowani zostali gubernator żabotyński Stępowski, miejscowy rabin Abram i jego ciężarna żona oraz zabito kilkunastu Żydów i najprawdopodobniej osoby ze stanu szlacheckiego. Kolejnym łupem stała się Smiła.
Hajdamacy, Kozacy z Siczy Zaporoskiej i Kozacy z miejscowych milicji nadwornych przy wydatnym wsparciu miejscowego chłopstwa ruskiego uderzali w przeważającej mierze na miasteczka i dwory. Ludność mniejszych miejscowości zaczęła uciekać do większych miast oraz na tereny, gdzie stacjonowały prywatne wojska magnackie. Szlachta i Żydzi chronili się w szczególności w Humaniu i Białej Cerkwi lub też przekraczali granicę polsko-rosyjską. Zbiegła również część unickiego duchowieństwa, chroniąc się przy oddziałach szlacheckich milicji kozackich lub zmieniając wyznanie na prawosławne. Na początkowym etapie koliszczyzny wydarzenia nie przybrały jeszcze krwawego charakteru, typowego dla dalszych działań buntowników. Wynikało to m.in. z faktu, iż napadane przez hajdamaków dwory były zwykle porzucone przez swoich właścicieli, toteż napastnicy ograniczali się do aktów grabieży. Późniejsze masowe mordy Polaków, Żydów, księży rzymskokatolickich i unickich były połączone z rabunkiem ich mienia, profanacją przedmiotów liturgicznych i niejednokrotnie okrutnymi torturami. Podczas koliszczyzny dochodziło także z różnym nasileniem do usuwania śladów dotychczasowej administracji na Prawobrzeżu: współdziałający ze sobą hajdamacy i chłopi ruscy niszczyli zabudowania gospodarcze, płody rolne (tratowanie zbóż, wykaszanie łąk, zaorywanie pól), dokumenty urzędowe, rozkradali zwierzęta gospodarcze, demolowali dwory szlacheckie kradnąc ich wyposażenie i niszcząc to, co pozostało (piece, okna, drzwi), wyrąbywano lasy dworskie.
Na tym etapie rebelii oddział kozacko-chłopski, liczący już kilkaset osób, został podzielony na 3 odrębne pododdziały: dowództwo pierwszego objął Maksym Żeleźniak i skierował się na Czerkasy, dowództwo drugiego Semen Neżywyj, kierując się na Korsuń, a trzeci oddział objął Mykyta Szwaczka i wyruszył przez powiat wasylkowski na Fastów. Informacje o długofalowych hasłach politycznych uczestników koliszczyzny są skąpe, na ich podstawie Władysław Serczyk przypuszcza, iż dążyli oni do stworzenia organizmu politycznego o statusie zbliżonym do Hetmanatu na terytorium całej Ukrainy Prawobrzeżnej i opowiadali się za bliskim związkiem z Rosją.
Czerkasy zostały zdobyte bez walki, głównie z powodu braku żołnierzy mogących przeciwstawić się zbrojnemu przeciwnikowi, mimo że miasteczko stanowiło dobry punkt obronny z ufortyfikowanym zamkiem. Czerkasy złupiono, zabrano 148 wołów i 50 krów, a miejscowy zarządca dóbr Hieronima Sanguszki, gubernator Rakowski, został zamordowany. Następnie Żeleźniak poprowadził swój oddział na Korsuń, a potem na Bohusław, gdzie – podobnie jak w Czerkasach, mimo dobrze ufortyfikowanych zamków – oba miasta zostały zdobyte bez walki. W Bohusławiu na polecenie Żeleźniaka siły powstańcze zatrzymały się na dwa dni, w czasie których rozważany był dalszy kierunek marszu. Przywódca hajdamaków zastanawiał się nad atakiem na Białą Cerkiew, jednak zdawał sobie sprawę, że jego siły mają małe szanse w starciu z broniącymi jej wojskami regularnymi, dysponującymi 20 armatami. Ponadto – wbrew oczekiwaniom Żeleźniaka – w miarę oddalania się od granicy polsko-rosyjskiej odnosił coraz mniejsze sukcesy w rekrutacji dobrze wyszkolonych kozaków nadwornych, podczas gdy do jego oddziałów masowo dołączali chłopi, zachęcani hasłami, iż po wypędzeniu panów zostaną zwolnieni z pańszczyzny. Ostatecznie hajdamacy nie zdecydowali się ruszyć na Białą Cerkiew, lecz na Łysiankę, rabując po drodze opuszczoną przez właściciela posiadłość Kamienny Bród. Łysianka, posiadłość Lubomirskich, posiadała zamek obronny, obsadzony przez nadworną milicję kozacką. W mieście w poszukiwaniu schronienia znalazło się kilkaset osób stanu szlacheckiego i Żydów. Łysianka (a właściwie zamek; zajęcie miasta odbyło się bez problemów) została zdobyta podstępem – do dowódcy obrony zamku, wojewody Kuczewskiego, udała się delegacja złożona z miejscowych chłopów ruskich, którzy przeszli na stronę Żeleźniaka, z propozycją poddania zamku w zamian za oszczędzenie życia i majątku osobistego. Kuczewski zgodził się na te postulaty i nakazał otworzyć bramę warowni. Dalsze wydarzenia przedstawiały się następująco:

Liczna, wielosetosobowa gromada wpadła do środka. Po raz pierwszy powstańcy zetknęli się oko w oko z tak wielką liczbą szlachty. Podsycana od wielu miesięcy nienawiść znalazła swoje straszne ujście. Rozpoczęła się rzeź. Na komisarza Kuczewskiego wsadzono siodło, próbowano na nim jeździć, a wreszcie – wyczerpanego – zakłuto pikami. Przerażone zaciekłością napastników ofiary szukały schronienia na dachach, ale i tam nie było im dane znaleźć ocalenia. Wzdłuż murów ustawiono pionowo piki i na nie zrzucano ludzi. Rzeź odbywała się we wszystkich pomieszczeniach zamkowych. Tylko niewiele osób zdołało ujść z życiem. (...). Łupem powstańców padła kasa właściciela dóbr i ruchomości, znajdujące się na zamku. W znajdującym się w pobliżu drewnianym kościele oo. franciszkanów na jednej belce powieszono zakonnika, Żyda i psa, przytwierdzając napis: „Lach, Żyd i sobaka, wse wira odnaka”.

Tabliczki z napisem Lach, Żyd i sobaka, wse wira odnaka (Polak, Żyd i pies to jedna wiara) pojawiały się w ciągu całej koliszczyzny, ofiary zaś razem ze zwierzęciem (psem) wieszano głównie na szubienicach wznoszonych na dworskich gościńcach (drogach prowadzących do posiadłości).
Po opuszczeniu Łysianki Żeleźniak ponownie zaatakował Kamienny Bród, dowiedziawszy się o powrocie właściciela. Wieś została splądrowana. Inne grupy hajdamaków dokonały podobnych zniszczeń w Rizanej Krynicy, Wołodarce, Pohrebyszczu, Czerwonym i Pawołoczy. Następnie hajdamacy i chłopi ruszyli w kierunku Humania.
W czerwcu 1768 roku zostały opanowane miasteczka: Żabotyn, Smiła, Czerkasy, Korsuń, Bohusław, Łysianka.

### Rzeź humańska
Jedne z najkrwawszych wydarzeń rozegrały się w zdobytym 21 czerwca 1768 Humaniu. W Humaniu, mieście prywatnym Franciszka Salezego Potockiego, zgromadziły się tysiące osób szukających schronienia przed pogromami. Dowódcą obrony był administrator Potockiego, Rafał Despot Mładanowicz. W wyniku zdrady setnika kozackiej milicji dworskiej, Iwana Gonty, Kozacy, wspierani przez ludność ruską Humania, zdobyli miasto i dokonali w nim rzezi ludności polskiej i żydowskiej.

Po wtargnięciu do miasta masy powstańców rozpoczęły mordowanie zgromadzonej tam ludności. W ruch poszły samopały, noże i spisy, a krew płynęła ulicami. Do najtragiczniejszych scen dochodziło w świątyniach – kościele, unickiej cerkwi i synagodze, gdzie obrońcy szukali schronienia. Hajdamacy podpalali je i siłą wyciągali stamtąd ludzi, zabijając na zewnątrz niemal wszystkich bez względu na płeć i wiek.

Liczbę ofiar masowego mordu określa się najczęściej jako 20 000. Natomiast według Słownika Geograficznego Królestwa Polskiego liczba ofiar sięgnęła do 15 000, łącznie z ofiarami doprowadzonymi na egzekucje do Humania z okolic. Tadeusz Korzon w pracy Wewnętrzne dzieje Polski za Stanisława Augusta stwierdził, że w samym Humaniu miało zginąć według przesadnej rachuby 18 000 dusz, zaś urzędnicy sądowi podług akt liczyli ofiar rzezi nie więcej niż 5000. Z kolei Wołodymyr Łytwyn uważa, że w Humaniu zginęło od 12 do 20 tys. osób, a Paul Robert Magocsi podaje 2 tys. Władysław Serczyk twierdził w 1972, iż liczby zabitych w Humaniu nie da się jednoznacznie ustalić. W pierwszych relacjach z miejsca wypadków podana została liczba 12 tys. ofiar: 5 tys. zabitej szlachty oraz 7 tys. Żydów, którą autor ten uważa za przesadzoną, podkreśla jednak, iż ofiary należy szacować nie w setkach, lecz w tysiącach.
W 2001 Władysław Serczyk określił liczbę ofiar na kilka tysięcy. Rzeź humańska była ogromnym wstrząsem dla polskiej opinii przede wszystkim z powodu dokonania jej przez chłopów oraz z powodu dokonanych w jej czasie okrucieństw, nie zaś z powodu liczby zabitych.
W dniach po rzezi humańskiej, tj. w końcu czerwca 1768, liczbę stałych uczestników koliszczyzny szacuje się na ok. 1300 osób, a liczbę aktywnych zagonów hajdamackich na 30. Wśród buntowników przeważali chłopi ruscy (wbrew oczekiwaniom Żeleźniaka), co w decydujący sposób przełożyło się na okrucieństwo koliszczyzny.

## Stłumienie koliszczyzny
W szczytowym momencie sukcesów militarnych rebelii jej uczestnicy kontrolowali część ziemi kijowskiej i bracławskiej, od Czarnobyla na północy do Bałty na południu. Do rozruchów doszło na Wołyniu, Podolu, Polesiu i na Litwie; ruch hajdamacki uaktywnił się także na Ukrainie Lewobrzeżnej. Opanowanie i wymordowanie mieszkańców przygranicznej z Turcją miejscowości Palejowe Jezioro, a następnie wejście hajdamaków w granice Imperium Osmańskiego (atak na Bałtę i Gołtę) było jedną z przyczyn wybuchu wojny Turcji z Rosją (1768–1774). W tym momencie władze rosyjskie, które do tej pory zajmowały stanowisko obojętnie lub przychylne wobec powstańców, zdecydowały o przystąpieniu do tłumienia rozruchów.
Działania represyjne zostały rozpoczęte przez dowódcę rosyjskiego Michaiła Kreczetnikowa i przez oddziały królewskie Stanisława Augusta pod dowództwem Franciszka Ksawerego Branickiego. W rozprawie z uczestnikami wydarzeń na Ukrainie odznaczały się przede wszystkim wojska rosyjskie. W nocy z 6 na 7 lipca przywódcy koliszczyzny zostali pojmani podstępem przez przybyłych do obozu Kozaków dońskich na służbie rosyjskiej, podczas pozornej fraternizacji. Gontę i innych zamieszkujących Prawobrzeże (poddanych polskich) wydano Branickiemu; Gonta po torturach został stracony. Żeleźniaka i głównie Kozaków zaporoskich z Lewobrzeża (poddanych rosyjskich) Rosjanie pozostawili własnemu sądownictwu; Żeleźniak został zesłany na Syberię do Nerczyńska. Wojsko koronne i wojsko rosyjskie przystąpiły do kilkumiesięcznej pacyfikacji koliszczyzny. Szczególnym okrucieństwem podczas niej wykazał się oboźny koronny z Kodnia koło Żytomierza, Józef Stempkowski, któremu nadano później przydomek Straszny Józef; w miejscu jego stacjonowania oraz w miejscowościach sąsiednich stracono kilka tysięcy uczestników koliszczyzny. Sami dziedzice musieli prosić króla o pomiarkowanie represji, bo inaczej zostaliby bez siły roboczej – napisał Władysław Konopczyński. Było to spowodowane masowymi ucieczkami osób represjonowanych w granice rosyjskie. Brutalne metody działania Stempkowskiego przyniosły jednak długotrwały skutek – ruch hajdamacki wygasł niemal zupełnie. Źródła wspominają także lakonicznie o „jakiejś” amnestii dla zbiegłych do Rosji chłopów ruskich, której autorem miał być sam Stempkowski i co miało zaskutkować ponownym wzrostem ludności na Prawobrzeżu. 
Wojska rosyjskie i polskie zgodnie współpracowały w okrutnym represjonowaniu chłopów podejrzanych o udział w powstaniu. Byli oni mordowani bez żadnej formalności prawnej. W czasie działań pacyfikacyjnych według Paula Roberta Magocsiego zginęło od 5 do 7 tys. chłopów. W ręce polskie zostało przekazanych również 900 uczestników koliszczyzny pojmanych przez siły rosyjskie. W ich procesie 250 osób zostało skazanych na śmierć, jednak część kar zostało złagodzonych.

Cel bojowy został osiągnięty: potęga humańska Franciszka Salezego Potockiego, miasta i włości Jabłonowskich, Lubomirskich, Mniszcha legły w perzynie, tak iż konfederaci żadnego z nich zasiłku w pieniądzach ani w ludziach nie dostaną.

Mimo ustania koliszczyzny i późniejszych działań represyjnych, wyludnienie osad i miast na Prawobrzeżu na szeroką skalę nastąpiło dopiero w 1770 roku. Było to spowodowane epidemią (zaraza morowa), przyniesioną przez żołnierzy rosyjskich. O skali śmiertelności może świadczyć fakt, że tylko w Międzybożu zmarło 80% jego mieszkańców, a w okolicznych wsiach średnio 60%.

## Szacunek ofiar i zasięg terytorialny
Szacuje się, że łącznie w 1768 r. podczas koliszczyzny na Ukrainie Prawobrzeżnej zostało wymordowanych od 100 000 do 200 000 ludzi, głównie Polaków i Żydów. Koliszczyzna objęła obszar pomiędzy rzekami: Dnieprem, Siniuchą, Bohem i Rosią, teren 8 z 12 powiatów późniejszej guberni kijowskiej (nie wszystkie w całości): kijowski, wasylkowski, zwinogródzki, kaniowski, taraszczański, humański, czerkaski i czehryński, w tym takie miejscowości, jak: Żabotyn, Smiła, Czerkasy, Łysianka, Bohusław, Humań, Korsuń, Czehryń, Kaniów, Fastów, Brusiłów, Makarów.

## Badania nad koliszczyzną i jej oceny w historiografii

### XIX-wieczna historiografia polska
Józef Szujski podkreślał aspekt ruskiego fanatyzmu religijnego i inspirację rosyjską. 

Że Jaworski działał jako narzędzie dworu rossyjskiego świadczy manifest Katarzyny wzywający szyzmatycką ludność do rzezi i mianujący Żeleźniaka naczelnikiem ruchu, świadczą wiarygodne opisy współczesne, nade wszystko zaś bezkarność, jakiej doznali wszyscy zadnieprscy uczestnicy ruchu.

W myśl ukazu imperatorowej oszczędzała dzicz wszystkich obcych, Greków, Ormian i Turków, a oddział kilkudziesięciu Prusaków, który za kupnem koni dzień przed rzezią przez Humań przejeżdżał i pomimo próśb Mładanowicza ani na chwilę zatrzymać się nie dał, kręcił się za interesem swoim najswobodniej po wzburzonym kraju. Najnieprzychylniejszy sprawie polskiej Herrmann nie waha się oskarżyć rossyjskiego rządu o użycie tego zbrodniczego środka w dalekosiężnych celach politycznych.

Franciszek Rawita-Gawroński podkreślał historyczne uprzedzenia i wrogość chłopów ruskich do Polaków i katolicyzmu, które zostały sztucznie stworzone w czasach kozackich (głównie w XVII wieku) (to twierdzenie popiera współcześnie Karol Mazur).
Antoni Józef Rolle, historyk amator, widział podłoże koliszczyzny następująco:

Ciemne duchowieństwo za Dnieprem, antagonizm religijny, polityka prozelityczna na własną prowadzoną rękę, wreszcie zbytnia swoboda we włościach wzdłuż polskiej rzuconych granicy – to przyczyny główne rzezi.

 I stanowczo odrzucał sugestie o ucisku ludu ruskiego przez „polskich panów”:

Ucisk panów nie mógł być powodem i zarzewiem buntu, bo właśnie ucisku w obrębie kraju tego – nie było. Tylko zaślepieni nienawiścią historiografowie małorosyjscy, nie obeznani wcale z miejscowymi stosunkami, pełni złej wiary i złej woli, potwarczo malując dolę chłopa polsko-ukraińskiego, rozsiewać mogą podobne kłamstwa i fałsze.

Identycznie uważał Franciszek Rawita-Gawroński:

Nie mogło być ubóstwa innego nad dobrowolne tam, gdzie ledwie tknięte skarby natury otaczały człowieka.

Rawita-Gawroński w swoich dociekaniach nt. przyczyn koliszczyzny doszukiwał się ich również w mentalności i psychice społeczności ruskiej, doszukując się w niej pewnych utartych, historycznych negatywnych zachowań, właściwych tej grupie:

(...) etniczne pierwiastki turańskie, tkwiące w krwi ukraińskiego społeczeństwa ruskiego, a wybuchające od czasu do czasu, były jedną z ważniejszych przyczyn, rzucających to społeczeństwo w objęcia bezbrzeżnej swawoli i czyniący z niego bardzo niepewny i mało przydatny materiał do pracy państwowej na długo jeszcze.

Twierdzenia Rawity-Gawrońskiego krytyce poddał współcześnie (1968) Władysław Serczyk, który zarzucił mu wyeliminowanie ze swoich wniosków dostrzeganych wcześniej konfliktów społecznych, wyznaniowych i narodowych, zastępując je argumentacją opartą na znaczeniu „moralnego charakteru ludności kresowej”. W ocenie Serczyka praca Rawity-Gawrońskiego uchodzi za „wzorcowy przykład jednostronności, zaślepienia i tendencyjności”, a nowsze badania historyczne sprawiły, że straciła ona wartość i użyteczność.
W wydanej w 1897 pracy Wewnętrzne dzieje Polski za Stanisława Augusta (1764–1794) Tadeusz Korzon wskazywał na religijne podłoże koliszczyzny, cytując i uznając za słuszną opinię króla polskiego Stanisława Augusta Poniatowskiego: Fanatyzm grecki i niewolniczy walczy ogniem i mieczem z fanatyzmem katolickim i szlacheckim, i podkreślając związek wybuchu buntu z katolickimi hasłami konfederatów barskich. Równocześnie Korzon uznał Melchizedeka (Znaczko-Jaworskiego) za jego moralnego winowajcę, zarzucając mu bezpośrednie skłonienie Maksyma Żeleźniaka do rebelii w imię obrony prawosławia. Autor ten podkreślił krwawy przebieg koliszczyzny, upatrując przyczyny takiego stanu rzeczy w chłopskim charakterze buntu.
Tadeusz Korzon zacytował opinię Stanisława Augusta o genezie koliszczyzny, uzupełniając ją:

„Fanatyzm grecki i niewolniczy walczy ogniem i mieczem z fanatyzmem katolickim i szlacheckim... To pewna, ze bez konfederacyi Barskiej nie byłoby tego nowego nieszczęścia”. Poprawiwszy ostatnie zdanie, czyli raczej, dodawszy do niego dwa wyrazy: bez hasła religijnego w konfederacyi Barskiej, otrzymamy najtrafniejszą i z najpoważniejszego źródła pochodząca wskazówkę do zrozumienia stanu umysłów i przyczyn klęski Humańskiej. W szczegółach sprawa ta modyfikuje się o tyle, że wezwanie do krwawego dzieła wyszło z za Dniepru, spoza granicy rosyjskiej, moralnym zaś sprawcą jego był Melchizek-Znaczko Jaworski.

### Współczesna historiografia polska
Władysław Serczyk w swojej monografii koliszczyzny (wyd. 1968) uważał, że starsza historiografia polska w jednostronny sposób ujmowała to wydarzenie. Jego zdaniem do prób reinterpretacji tego wydarzenia doszło w historiografii dwudziestowiecznej, w której uznano koliszczyznę za powstanie chłopskie o podłożu narodowym, społecznym i wyznaniowym.

### Historiografia ukraińska
Wołodymyr Antonowycz interpretował koliszczyznę jako bunt, do którego musiało dojść z powodu nałożenia się na siebie czynników gospodarczych (zwiększenie ciężarów pańszczyźnianych), politycznych (konfederacja barska, sprawa dysydencka) i religijnych (rywalizacja Kościołów prawosławnego i unickiego). Historyk ten określał koliszczyznę mianem ludowego protestu przeciw polskiej szlachcie i jej polityce kresowej, ale wskazywał również istotny aspekt osobistych ambicji jej kozackich przywódców.
Według autorów ukraińskich koliszczyzna nie została w żaden sposób sprowokowana przez Rosję, a wyłączną odpowiedzialność za jej wybuch ponosi polska szlachta. Historycy ci zgodnie uznają opisywane wydarzenia za powstanie narodowowyzwoleńcze wywołane przez wieloletni ucisk ekonomiczny, narodowy i religijny polskiej szlachty wobec chłopów zamieszkujących Ukrainę Prawobrzeżną.

### Historiografia rosyjska
Autorzy rosyjscy, podobnie jak ukraińscy, konsekwentnie odrzucają wersję o sprowokowaniu buntu hajdamackiego w Rzeczypospolitej przez Rosję i skupiają się na jego religijnej i etnicznej genezie. Według autorów rosyjskich koliszczyzna była buntem prawosławnych chłopów przeciwko katolickiej szlachcie (interpretacja M. Mordowcewa z 1870), ruchem antyfeudalnym przeciwko pogorszeniu się położenia chłopstwa pańszczyźnianego, jaki przerodził się w wojnę chłopską (ocena Szulgina z 1890).

## Nawiązania w literaturze
Wydarzenia koliszczyzny opisuje poemat Zamek kaniowski autorstwa Seweryna Goszczyńskiego. Temat ten podjął również Michał Grabowski w poemacie Koliszczyzna i stepy. Scenę egzekucji Iwana Gonty w swoich Opowiadaniach podolskich opisał Julian Wołoszynowski. Koliszczyzna jest tłem poematu mistycznego Sen srebrny Salomei Juliusza Słowackiego. Słowacki nawiązuje do koliszczyzny również w poemacie dygresyjnym Beniowski, w słowach:

Czy nie wiesz o tym, że na Ukrainie

Zaczęła się rzeź i szlachty wyrżnięcie?

Pod święconymi nożami krew płynie;

Pop otwiera pierś, a chłop daje cięcie

W bijące serce. Cały naród ginie
Jak w zapalonym przez Boga okręcie.

Odmienny obraz koliszczyzny prezentuje literatura ukraińska. Poeta ukraiński Taras Szewczenko poświęcił rebelii wiersze Chłodny Jar, Szwaczka oraz poemat Hajdamacy, w których przedstawił koliszczyznę przede wszystkim jako ruch antyfeudalny. Protestował przeciwko traktowaniu wystąpień Kozaków wyłącznie jako aktów bandytyzmu bez politycznego i społecznego programu. Twierdził, iż był to ruch rewolucyjny, wywołany przez wyzysk chłopów ruskich przez polską szlachtę; konkludując, wzywał chłopów rosyjskich, polskich i ukraińskich do zjednoczenia sił w walce o poprawę swojej sytuacji. Nie ukrywał przy tym krwawego charakteru wydarzeń ani okrucieństwa ich uczestników.

## Inne nawiązania
Sformułowanie: Na jedną szubienicę – Lacha i psa, odwołujące się do hasła koliszczyzny, pojawiło się w latach 30. XX wieku w jednej z piosenek Organizacji Ukraińskich Nacjonalistów – utworze poświęconym skazanym na śmierć i straconym członkom OUN: W chwili ostatniej z grobów powstaną, Bez sądu będą wieszać katów, Każdego kata czeka ten sam los, Na jedną szubienicę – Lacha i psa.
Sformułowanie: Lach, Żyd i sobaka, wse wira odnaka pojawiło się ponownie pod koniec 2009 roku w telewizji ukraińskiej podczas emisji popularnonaukowego serialu odcinkowego „Historia ziem ukraińskich”, której sponsorem był Browar Lwowski. Skandal wywołał jego odcinek poświęcony rzezi humańskiej, który zachęcał do poznania „chwalebnej przeszłości ojczyzny”. W odcinku tym ataman Żeleźniak po zdobyciu miasta, posilając się piwem „Lwowskie” powiesił na kościelnej wieży „Lacha, Żyda i psa – bo ich wiara jednak[ow]a”. Oburzenie wyraziły polskie środowiska kresowe, a poseł PiS Stanisław Pięta nawoływał do bojkotu piw produkowanych przez Grupy Carlsberg (do której należy Browar Lwowski) i domagał się szybkich i stanowczych przeprosin.